# Technische Universität Taiyuan

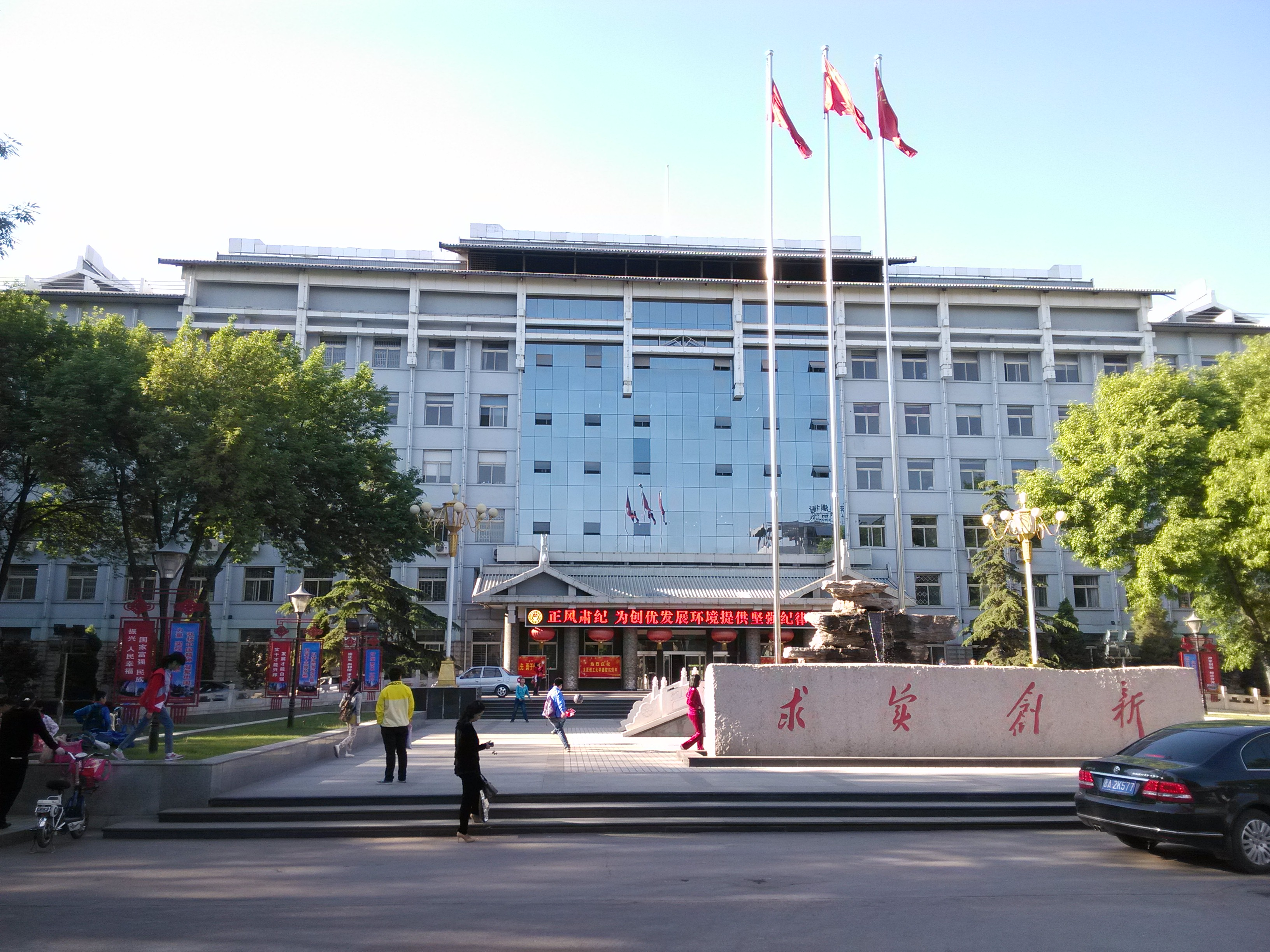
Verwaltungsgebäude

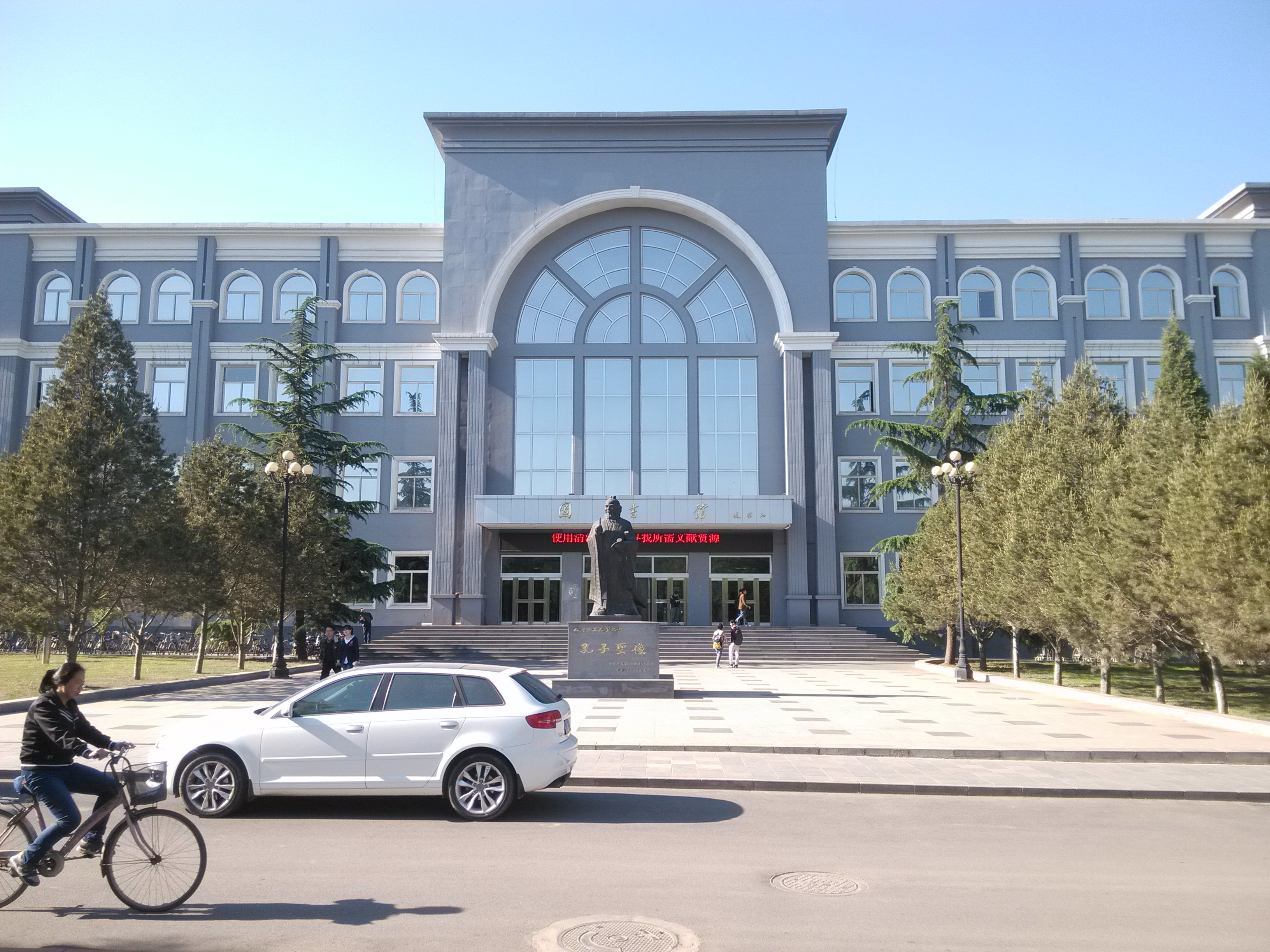
Universitätsbibliothek

Die Technische Universität Taiyuan, kurz TUT, TYUT (chinesisch 太原理工大學 / 太原理工大学, Pinyin Tàiyuán Lǐgōng Dàxué, englisch Taiyuan University of Technology) ist eine 1902 gegründete, staatliche technische Universität in der Volksrepublik China. Sie hat ihren Sitz in Taiyuan, Hauptstadt der Provinz Shanxi.
Die Universität gehört zu den Universitäten des Projekt 211 und hatte 2013 29.979 Studenten sowie 2.007 wissenschaftliche Angestellte.